# Sukorejo (Sukorejo, Kendal)
Sukorejo is een bestuurslaag in het regentschap Kendal van de provincie Midden-Java, Indonesië. Sukorejo telt 9573 inwoners (volkstelling 2010).